# Euphorbia dressleri
Euphorbia dressleri är en törelväxtart som beskrevs av Victor W. Steinmann. Euphorbia dressleri ingår i släktet törlar, och familjen törelväxter. Inga underarter finns listade i Catalogue of Life.